# Héctor Dante Cincotta
Héctor Dante Cincotta (La Plata, 4 de abril de 1943-La Plata, 15 de julio de 2025) fue un poeta y crítico literario argentino, galardonado con el Premio Nacional de Literatura de Argentina en 1993. Sus libros de poesía incluyen: “La antigüedad de las nubes” (1972), “El testimonio de los días” (1975) y “Esta esplendente nada del poniente” (1996). Entre sus libros de ensayo destacan: “El tiempo y la naturaleza en la obra de Ricardo E. Molinari” (1992), “Estudios de poesía argentina” (1994), “Letras Argentinas” (2012) y “Ricardo Molinari ou la solitude de la Pampa” (2009) (en francés).

## Biografía
Él pasó largas temporadas en varios países de Europa, América del Sur y los Estados Unidos dando lecciones en más de 30 universidades. Cultivó desde muy temprana edad el amor a la literatura considerando siempre la poesía como “el motor de su vida, su aire” y por su tono clasicista se ha merecido el renombre de clásico contemporáneo. Ha publicado libros tanto de poesía, como de teoría e historia de la literatura. La mayor parte de su obra poética se ha realizado como colaboración con artistas de renombre como: Libero Badii, Carlos Páez Vilaró,  Raúl Soldi, Norah Borges, Aída Carballo, Leopoldo Presas, Carlos Alonso, Guillermo Roux y Ricardo Supisiche. Él defiende la poesía como un arte alto que puede estar solo arbitrariamente conectado con la vida cotidiana como fuente de inspiración frente al milagro. Sus obras se caracterizan de un lenguaje claro y musical cercano al de Ricardo Molinari como la define él en su propia obra crítica y según la descripción de críticos como Peter Beardsell. Él ha estudiado las tradiciones literarias de Uruguay, México, Colombia, Brasil entre otros y varios autores: Percy B. Shelley, John Keats, Robert Graves, Nicolás Guillén, Jorge Luís Borges, Alfonso Reyes, Juan Ramón Jiménez, Miguel Hernández etc.
Fue Docteur ès Lettres. Université Paris. Sorbonne IV, France. (très honorable); Doctor en Letras Universidad Nacional de La Plata; M.A. (Master of Arts) Rice University, Houston, Texas, USA; B.A. (Bachelor of Arts), University of New Mexico, Albuquerque, New Mexico, USA y  Bachiller, Colegio Nacional de La Plata.

## Premios
Es autor de una obra traducida al alemán, búlgaro, chino, francés, inglés, italiano, portugués, rumano, ruso (algunas poemas) y turco. Además del Premio Nacional de Literatura de Argentina, entre sus premios además destacan el Primer Premio de Poesía de la Sociedad de Escritores de la Provincia de Buenos Aires (1965), el Primer Premio de Poesía de la ciudad de Buenos Aires (1975) y el Primer Premio de Poesía del Fondo Nacional de las Artes (1972).

## Obras

### Poesía
1. Oda al Río de la Plata en su día más seco,1965.
2. A un río, 1966.
3. Oda Italiana, 1967.
4. Manuel Dorrego 1968.
5. Elegía , 1970
6. A la Pampa. 1969.
7. Oda de Verano en lo más cercano del mar. 1970.
8. Manuel Dorrego, 1971.
9. Juan Facundo Quiroga , 1971.
10. Homenaje , 1971.
11. Todo un clavel para Shelley y Keats, 1972.
12. El Árbol, 1973.
13. El Alba y la Colina, 1973.
14. La Antigüedad de las Nubes , 1972.
15. Tres poemas, 1973.
16. Sonetos, 1973.
17. Sobre los ríos el amor y el aire, 1973.
18. Elegía para la muerte del poeta español Federico García Lorca, 1974.
19. Un día de mi estada para Walt Whitman,1974.
20. Oda sobre lo que fue el amor un día, 1974.
21. El Recuerdo, 1974.
22. El Testimonio de los Días,1975.
23. Una rosa transparente para Rainer María Rilke ,1975.
24. Una rama de ceibo para Juan Ramón Jiménez ,1975.
25. Paraná de las Palmas ,1976.
26. A la Pampa,  1976.
27. Pájaros para la muerte de Saint John-Perse,1976.
28. Poesía a: Ricardo E. Molinari,1977.
29. Poesía Portuguesa,  1977.
30. La memoria de los arenales, 1978.
31. Oxford, 1978.
32. Memorial del cielo y de los pájaros, 1979.
33. El Desencantado, 1980.
34. Ni mirto ni laurel, 1980.
35. Al viento solo y extremado del sur durante el mes de mayo, 1980.
36. El Contemplado, 1982.
37. Libro de las antiguas soledades, 1982.
38. Memorial del cielo y de los pájaros, actualmente está siendo traducida al inglés por el escritor irlandés John F. Deane para las ediciones de “Poetry Ireland”, Dublin, Ireland.
39. Toma esta flor de mis manos, 1983.
40. El Pesaroso, 1987.
41. Siete cantares que son para un laud, 1989.
42. Una Oda, 1990.
43. El Distante, 1990.
44. Las Letras, 1991.
45. Man of sorrow, 1992.
46. Breve de amor, 1992.
47. Unos pájaros, 1992.
48. Un ramo vivo para Shelley y Keats, 1993.
49. El libro de las sombras y de los horizontes. Obra poética completa 1961-1990, 1994.
50. El llamado. Se han impreso 36 ejemplares en Papel Fabriano italiano y tres ejemplares manuscritos, con una xilografía original del artista Rodolfo Castagna. Edición compuesta a mano en la imprenta Colombo, San Antonio de Areco, Provincia de Buenos Aires, Argentina.
51. La llanura retirada. Se han impreso 33 ejemplares en papel Fabriano italiano con cuatro dibujos originales de Isaias Nogues. Edición compuesta a mano en la Imprenta Colombo, San Antonio de Areco, Buenos Aires, Argentina.
52. Oda al Río de la Plata en su día más seco, 1995.
53. Elegías a la Muerte de Mi Padre y La Memoria de los Arenales, 1995.
54. Esta esplendente nada del poniente, 1996.
55. I Giorni di Nebbia, 1996.
56. Tres penas del desierto, 1997.
57. La Antigüedad de las Nubes. The antiquity of clouds, 1998.
58. Oda a Inglaterra. Ode to the British Isles, 1998.
59. Abril, 1998.
60. Poemas inéditos,1999.
61. Recuerdo de la casa de Montevideo ,2000.
62. Elegía en Huacalera, 2000.
63. Tre Canzone Veneziane. Legatoria Prassesi, 2001.
64. Tres poemas para una ausencia uruguaya, 2001.
65. Y el cielo acompaña, 2002.
66. Canto, 2004.
67. El dichoso recuerdo, 2005.
68. Oda, 2007.
69. El sendero, 2009.
70. El anhelado amor, 2012.
71. Los días en la Isla Verde, 2012.
72. Argentina, El Desconsuelo, 2015.
73. IL CANTO, 2017.
74. LOS DIAS DE LA PATRIA Y LAS FLORES AMARILLAS, 2022

### Ensayo
Juan Ramón Jiménez, 1976.
Borges, Jorge Luis, 1979.
El tiempo y la naturaleza en la poesía de Ricardo E. Molinari, 1992.
Estudios de poesía argentina, 1994.
Alba Omil, 1994.
El Tiempo y Las Letras, 1996.
Poesía Argentina, 1997.
Cartas al poeta Ricardo E. Molinari, 1997.
La cultura en Tucumán y en el nordeste argentino en la primera mitad del siglo XX, 1997.
Reyes y Molinari, una amistad para siempre, 1997.
La Literatura y su relación con otros ámbitos, 1999.
Bestiarios, 2000. 
The Writers Directory 1996-1998, 2000.
Epistolario, 2001.
Bestiarios II, 2002.
Jorge Ruiz Usils. Índice de escritores latinoamericanos, 2002.
“La poesía de Jorge Luis Borges”,2006.
Thomas Carlyle y Thomas Chatterton, 2008.
Ricardo Molinari ou la solitude de la Pampa, 2009.
“Mariano Melgar”,2009.
“The veiled forms of  absence”,2010
Melgar y Vallejo, 2011.
Letras Argentinas, 2012.
Guillén y Neruda, 2012.
Perspectiva de Robert Graves, 2013.
Virginia Woolf y  Christopher Marlowe, 2014.
A.U.I. (Caballero y Demócrata), 2016.
Album de Ricardo E. Molinari, 2018.
MONTEVIDEO. Ed Verbum,Madrid 2020. 
GUILLERMO ENRIQUE HUDSON ESCRITOR Y ORNITOLOGO.
AAS,London,2021.Ed. Bilingüe español-ingles.
POETRY BOOKS IN TRANSLATION:
 Pájaros para la muerte de Saint John-Perse, 1976.
A memória dos areais, 1977. 
Man of sorrow, 1992.
The antiquity of clouds, 1998.
L’ Antichitá delle nubi, 2001.
La Antigüedad de las Nubes y otros poemas. Edición rusa. Moscú, Rusia. Revista Latina, próxima publicación.-.
Das Buch der Schatten und der Horizonten. 1961-1990. .
Das Alter der Wolken, 2009. 
La antigüedad de las nubes, 2019. 